# Niall Williams

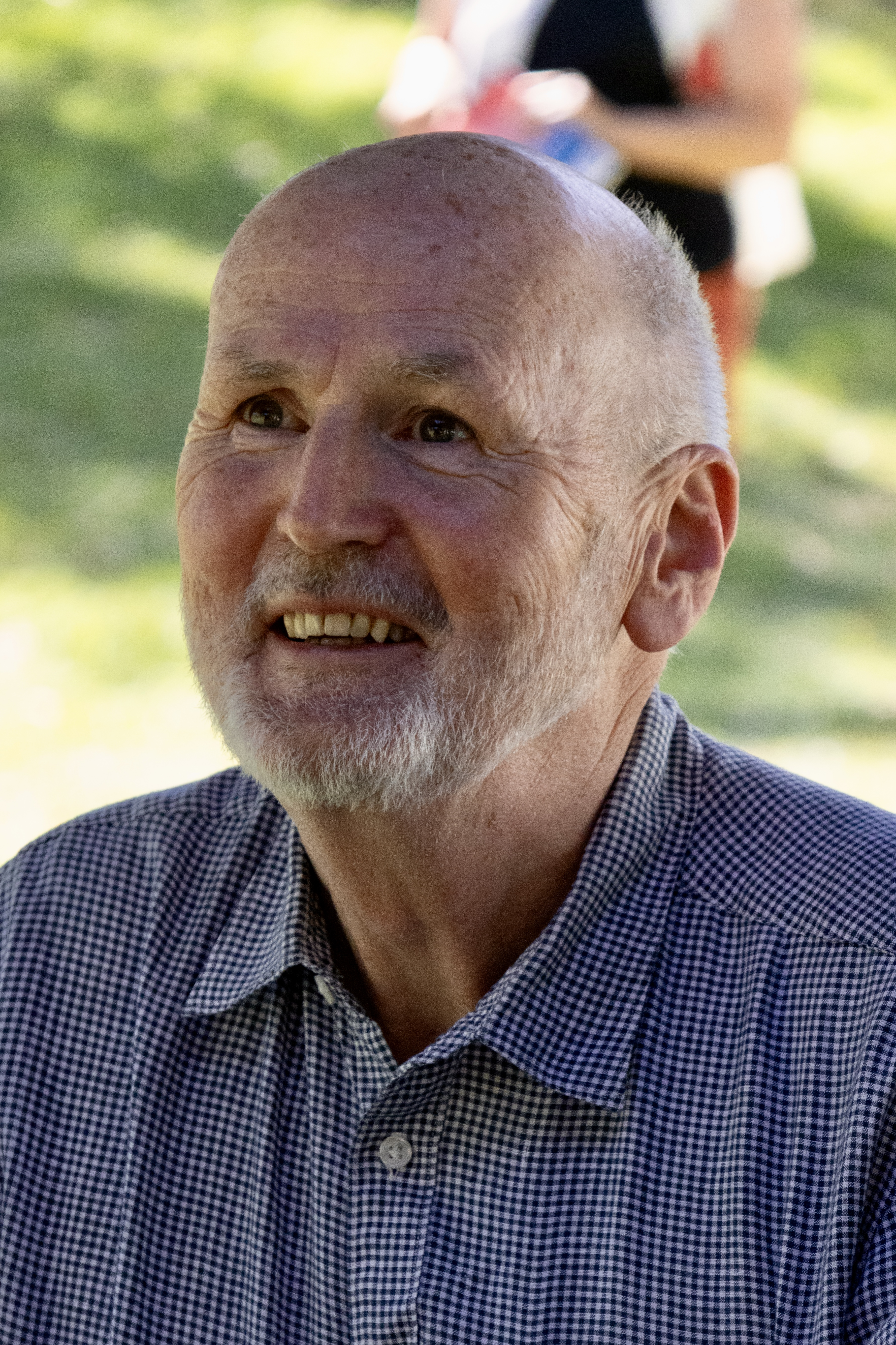
Niall Williams, 2025

Niall Williams (* 6. August 1958 in Dublin, Irland) ist ein irischer Schriftsteller und Theaterautor.

## Leben
Williams studierte am University College Dublin die Fächer Englische und Französische Literatur und schloss dort mit dem Masterdegree in Moderner Amerikanischer Literatur ab. 1980 zog er nach New York City, wo er Christine Breen heiratete, die er schon während seiner Studienzeit kennenlernte. Er schlug sich mit verschiedenen Anstellungen in New York City durch, so zum Beispiel als Werbetexter (copywriter) für den Verlag Avon Publications. 1985 ging er zusammen mit seiner Ehefrau, die auch schriftstellerisch tätig war, zurück nach Irland.
Seine ersten vier Bücher, die ihr Leben in Kiltumper im County Clare im Westen Irlands schildern, schrieb Williams zusammen mit seiner Frau Christine Breen. Es folgte sein erstes Theaterstück, das 1991 im Abbey Theatre in Dublin uraufgeführt wurde. 1995 wurde dort auf der Peacock Stage sein zweites Theaterstück aufgeführt, dem 1999 in Galway am Druid Theatre ein drittes Stück folgte.
Seit 1997 hat Williams eine Reihe von Romanen veröffentlicht, die zum Teil Beachtung fanden und von denen drei ins Deutsche übersetzt wurden.
Williams arbeitete als Mentor für Literaturstudenten an der Carlow University in Pittsburgh, Pennsylvania und war vorher zwei Jahre lang der Writer-in-Residence des irischen County Sligo. Er lebt weiterhin mit seiner Familie im Westen Irlands im County Clare.

## Veröffentlichungen mit Christine Breen
- When Summer’s in the Meadow.
  - deutsch von Monika Curths: Wenn die Sommerwiesen blühn: Wir leben in Irland. List, München/Leipzig 1991, ISBN 3-471-79140-X.
- deutsch von Monika Curths: Es regnet auch im Paradies: Unser erstes Jahr in Irland. List, München/Leipzig 11992, ISBN 3-471-79141-8.
- The Pipes Are Calling.
  - deutsch von Monika Curths: Unsere grüne Heimat: Unterwegs in Irland. München/Leipzig, List 991, ISBN 3-471-79142-6.

## Veröffentlichungen
- Four Letters of Love. 1997.
  - Deutsch von Martina Tichy: Das Alphabet der Liebe. Blessing, München 1998, ISBN 3-89667-039-5.
- As It Is in Heaven. 1999. Longlist des International IMPAC Dublin Literary Award 1999.
  - Deutsch von Martina Tichy: Die Musik des Himmels. Blessing, München 1999, ISBN 3-89667-108-1.
- John. Bloomsbury Publishing, London 2008, ISBN 978-0-7475-9436-9.
- History of the Rain. 2014. Longlist des Man Booker Prize 2014.
  - deutsch von Tanja Handels: Die Geschichte des Regens, Roman. Deutsche Verlags-Anstalt, München 2015, ISBN 978-3-421-04687-1.[1]
- This Is Happiness. Bloomsbury, London 2020, ISBN 978-1-5266-0935-9.
- Time of the Child. Bloomsbury, London 2024, ISBN 978-1-5266-7516-3.